# Sendai
Sendai (仙台市; Sendai-ši) je hlavní město japonské prefektury Mijagi a největší město v regionu Tóhoku. Město založil v roce 1600 daimjó Date Masamune. Město je také známo pod přezdívkou „Město stromů“ (杜の都; Mori no Mijako).
Sendai a okolí bylo 11. března 2011 zasaženo silným zemětřesením a následná vlna tsunami zničila velkou část města. Ze Sendai pochází dvojnásobný olympijský vítěz, krasobruslař Juzuru Hanjú.

## Městské čtvrti
Sendai má 5 městských čtvrtí (ku):
- Aoba-ku
- Izumi-ku
- Mijagino-ku
- Taihaku-ku
- Wakabajaši-ku

## Partnerská města
Vztah mezi Sendai a Riverside je druhým nejstarším „sesterským“ vztahem mezi japonským a americkým městem (po Nagasaki a Saint Paul).
- Acapulco, Mexiko, 23. října 1973
- Čchang-čchun, Čína, 27. října 1980
- Dallas, Texas, USA, 29. srpna 1997
- Gwangju, Jižní Korea, 20. dubna 1992
- Minsk, Bělorusko, 6. dubna 1973
- Rennes, Francie, 6. září 1967
- Riverside, Kalifornie, USA, 9. března 1957

## Fotogalerie

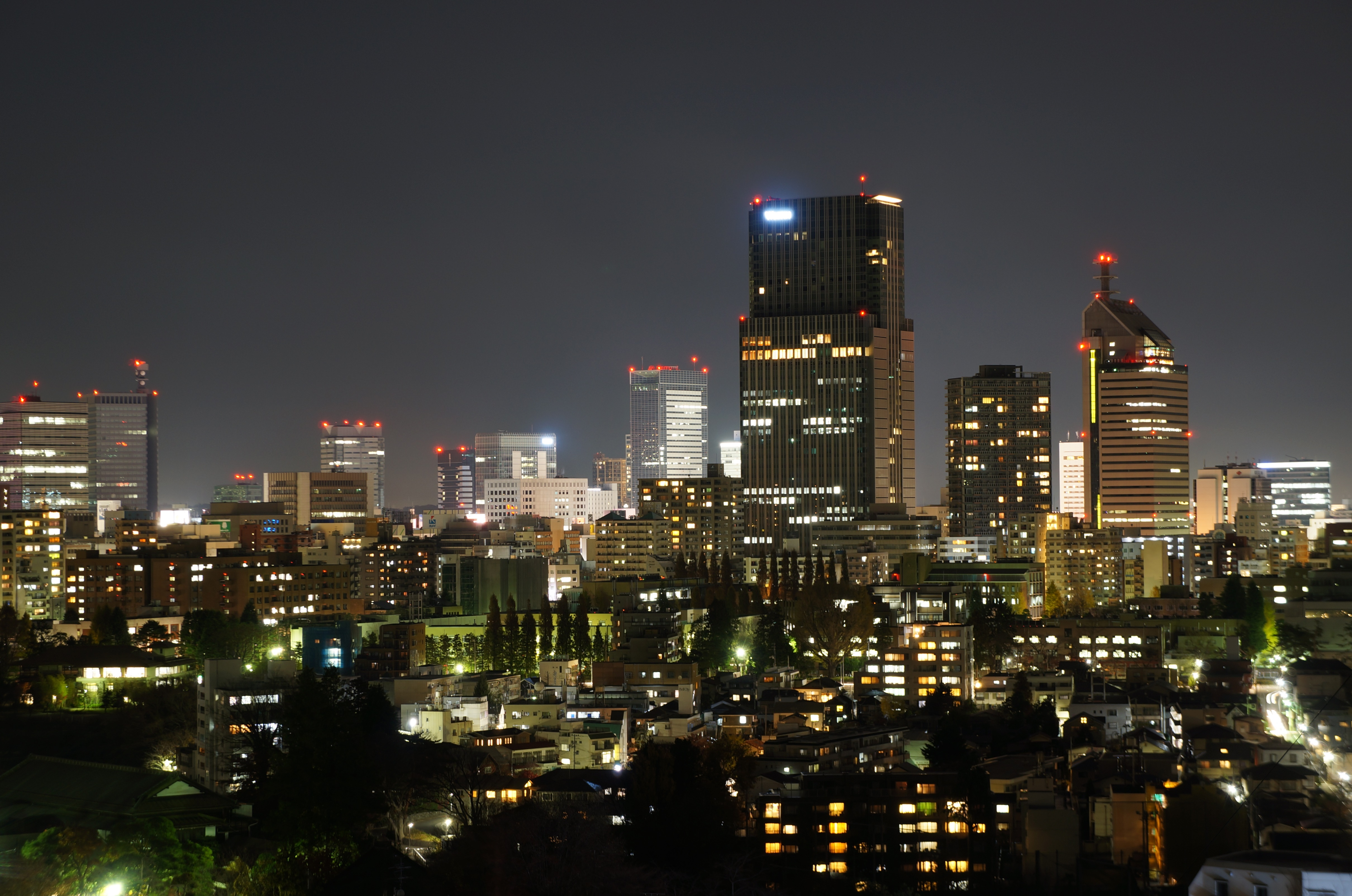
Sendai
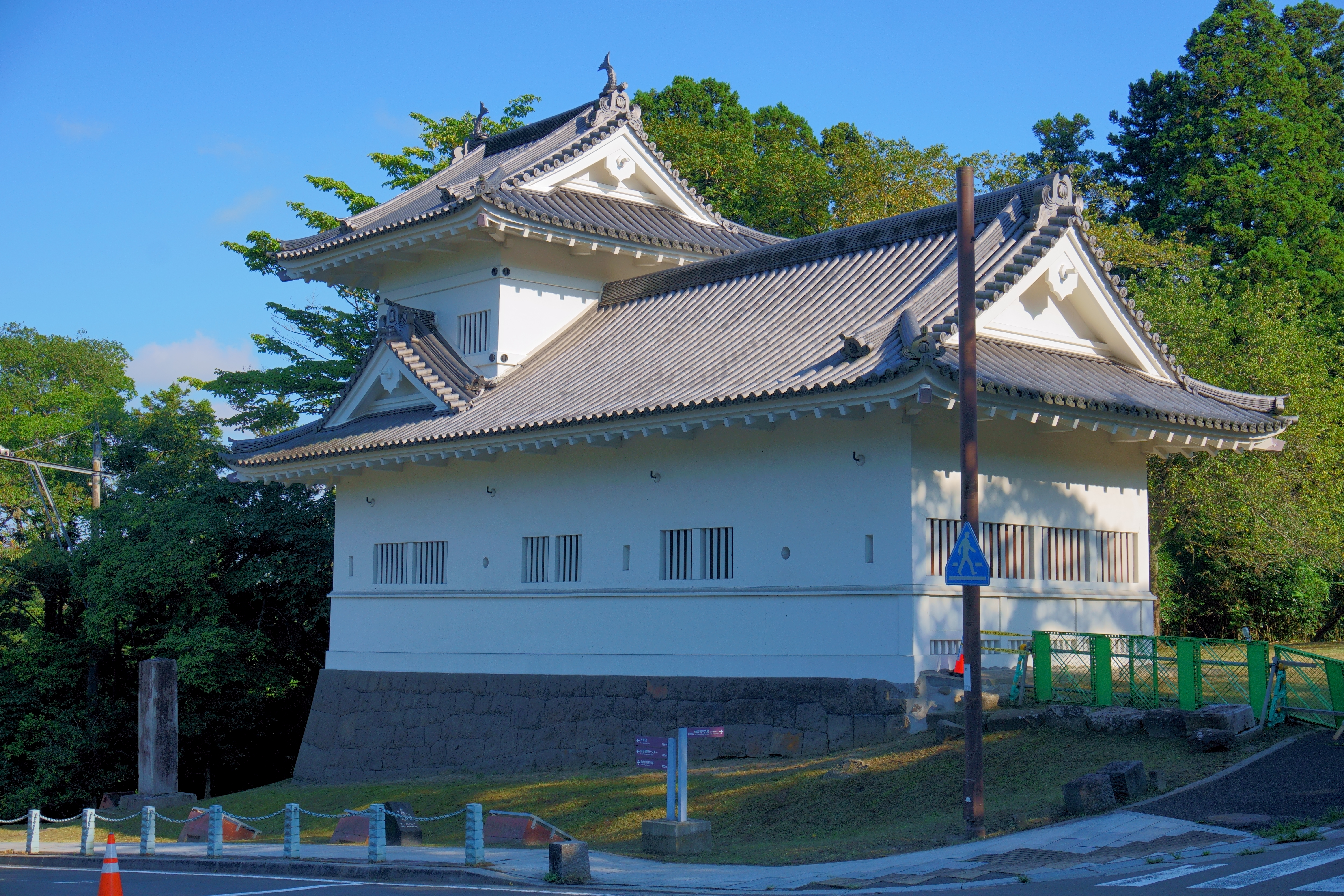
Rohová věž Sendaiského hradu
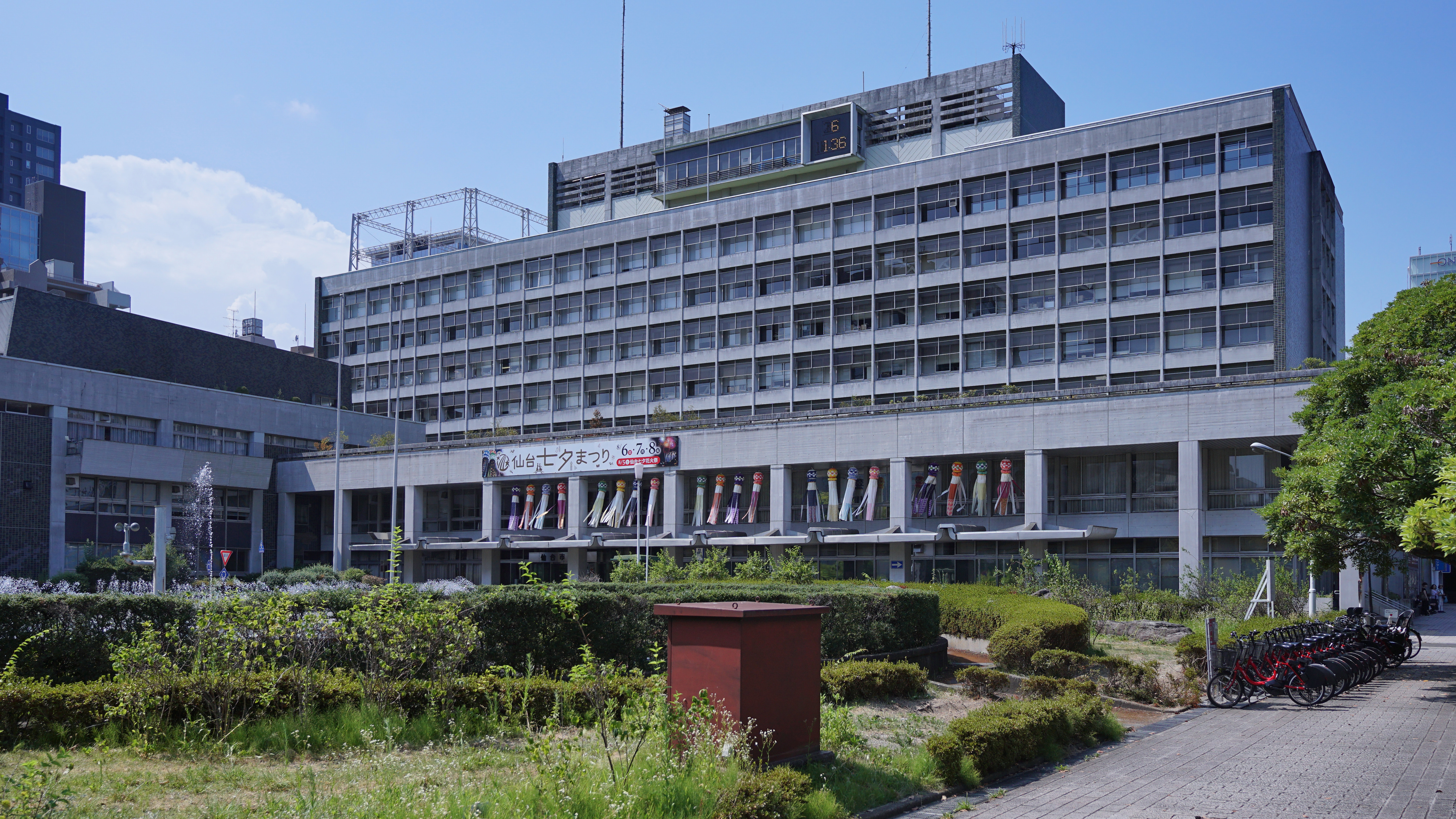
Městský úřad ve čtvrti Aoba-ku
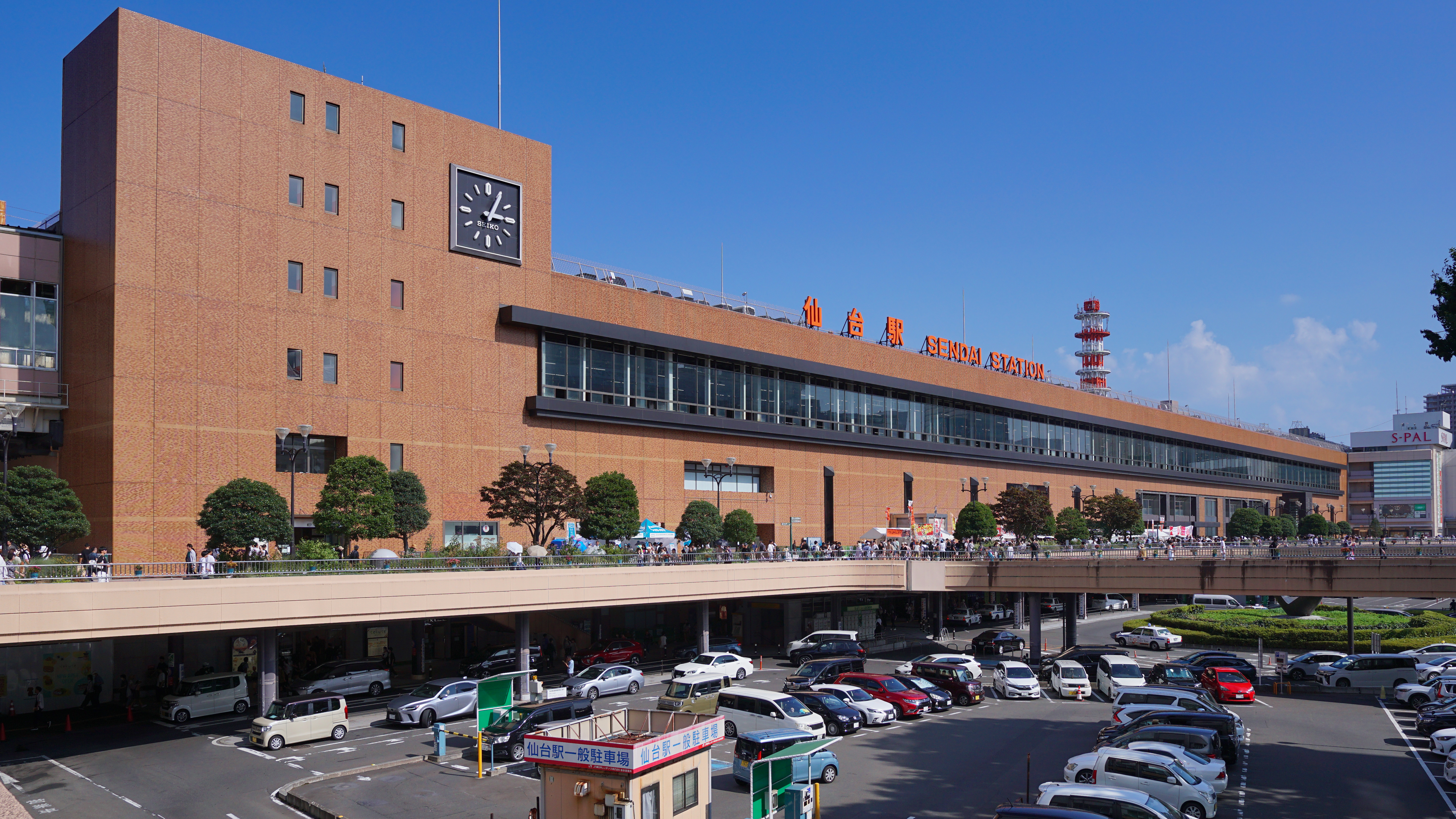
Nádraží Sendai
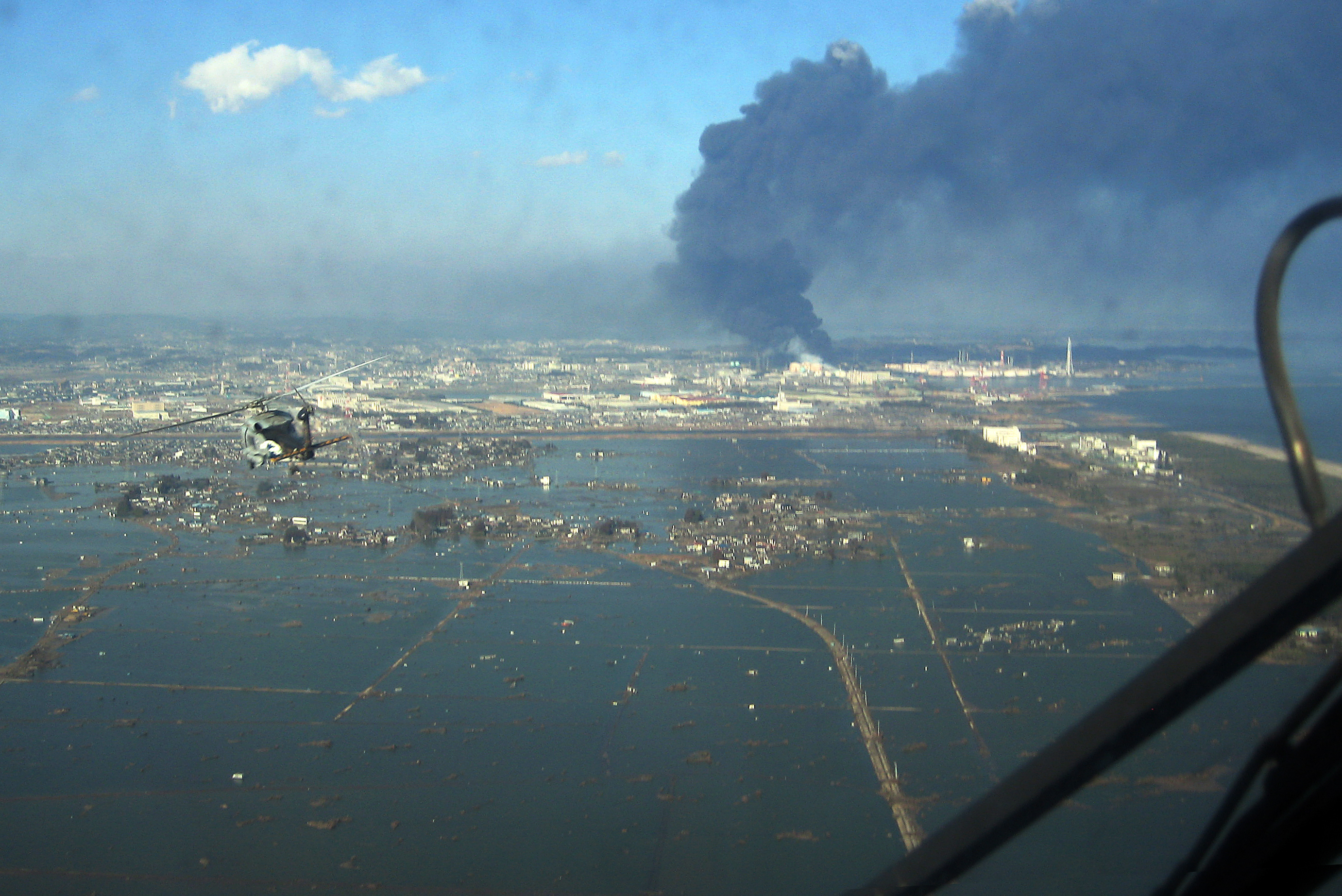
Pohled na Sendai po zemětřesení a následné tsunami, 13. března 2011